# Liste antiker Ortsnamen und geographischer Bezeichnungen/Fl
| Lateinischer Name   | Griechischer Name            | Beschreibung                                           | Heute                                      | Quellen und Verweise       | Lage |
| ------------------- | ---------------------------- | ------------------------------------------------------ | ------------------------------------------ | -------------------------- | ---- |
| Flanaticus Sinus    |                              | Bucht an der Küste von Liburnia                        | Kvarner-Bucht in Kroatien                  | RE; Smith;                 |      |
| Flavia Caesariensis |                              | diokletianische Provinz des Römischen Reiches          | Mittel- und Nordengland                    | Smith;                     |      |
| Flavinium           |                              | Ort im südlichen Etrurien                              | Grammiccia                                 | RE; Smith;                 |      |
| Flaviobriga         | Φλαουιόβριγα (Phlaouiobriga) | Hafenstadt an der Nordküste von Hispania Tarraconensis | Castro Urdiales in Kantabrien              | PECS; Pleiades; RE; Smith; |      |
| Flaviobrigantium    |                              | siehe Brigantium                                       | A Coruña                                   |                            |      |
| Flavionavia         |                              | siehe Astures                                          | Santianes (Pravia)                         |                            |      |
| Flaviopolis         | Φλαβιόπολις (Phlabiopolis)   | Stadt in Kilikien                                      | Kozan in der Türkei                        | Smith;                     |      |
| Flaviopolis         |                              | siehe Crateia                                          |                                            |                            |      |
| Flavium Solvense    |                              | Stadt in Noricum                                       | bei Leibnitz in der südlichen Steiermark   | Smith;                     |      |
| Flenio              |                              | römische Siedlung in der Provinz Germania Inferior     | in der niederländischen Provinz Südholland | Smith;                     |      |
| Fletio              |                              |                                                        | Kastell Op de Hoge Woerd                   | Smith;                     |      |
| Flevo Lacus         |                              |                                                        | Almere (Binnensee)                         | Smith;                     |      |
| Flevum              |                              | römische Garnison mit Hafen an der Nordsee             | Velsen (Nordholland)                       | RE; Smith;                 |      |
| Flexum              |                              | Kastell in Pannonien                                   | Mosonmagyaróvár in Ungarn                  | RE; Smith;                 |      |
| Florentia           | Φλωρεντία (Phlōrentia)       | Stadt in Etrurien                                      | Florenz in Italien                         | RE; Smith (1);             |      |
| Florentia           |                              | Stadt in der Gallia cispadana                          | Fiorenzuola d’Arda in der Emilia-Romagna   | RE; Smith (2);             |      |
| Florentia           |                              | Garnisonsort in Pannonien                              | Dunaszekcső in Ungarn                      | RE;                        |      |
| Florentiana         |                              | Ort in Mösien                                          | Florentin in Bulgarien                     | RE; Smith;                 |      |
| Floriana            |                              | Stadt in Pannonien                                     | Csákvár in Ungarn                          | RE; Smith;                 |      |
| Florius             |                              | Fluss im nördlichen Hispanien                          |                                            | RE; Smith;                 |      |
| Flumen Bibalorum    |                              | siehe Forum Bibalorum                                  |                                            |                            |      |
| Flumen Oblivionis   |                              | siehe Gallaecia                                        |                                            |                            |      |
| Flumen Salsum       |                              | siehe Salsum Flumen                                    |                                            |                            |      |